# Svinsundet

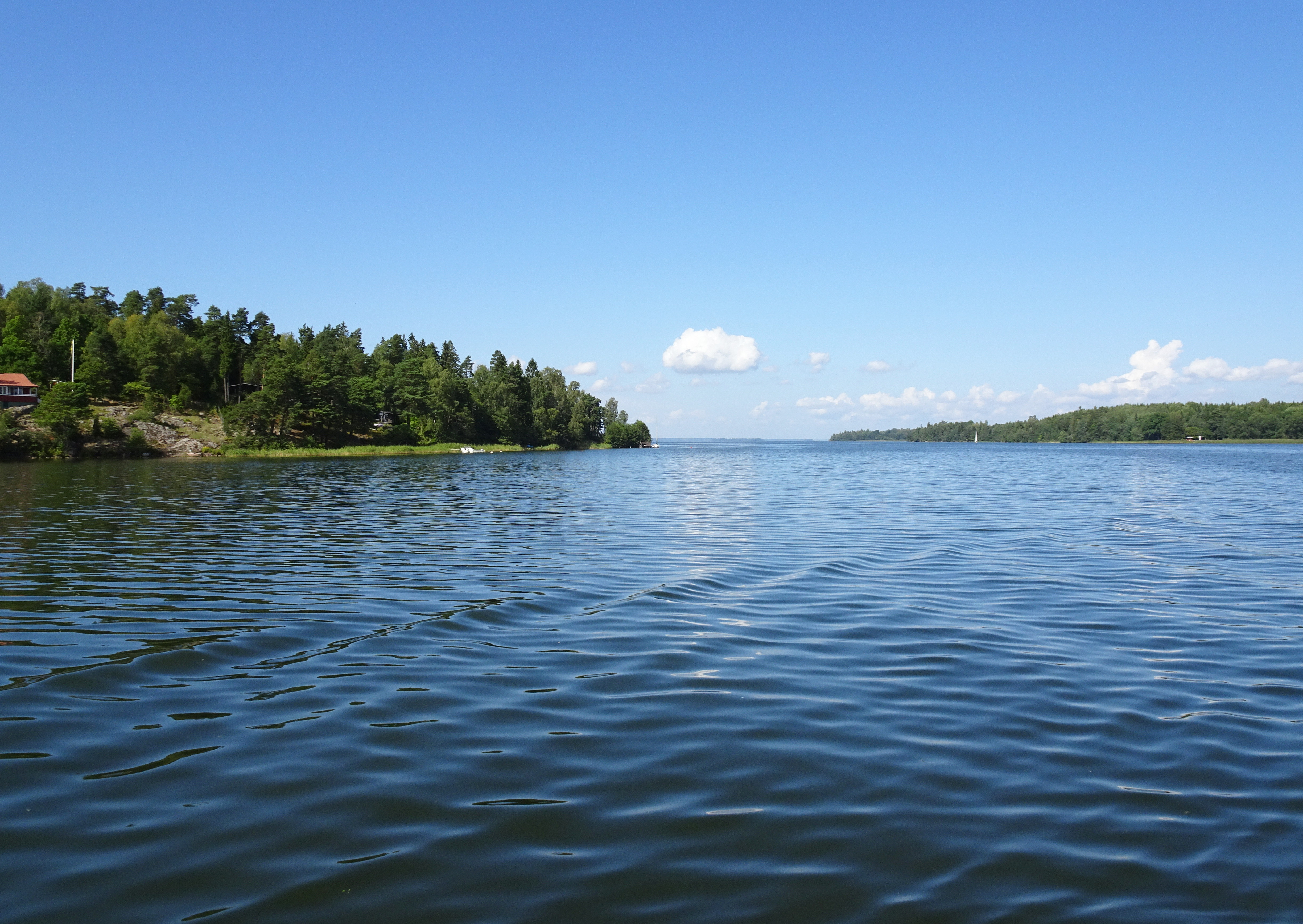
Svinsundet mot norr.

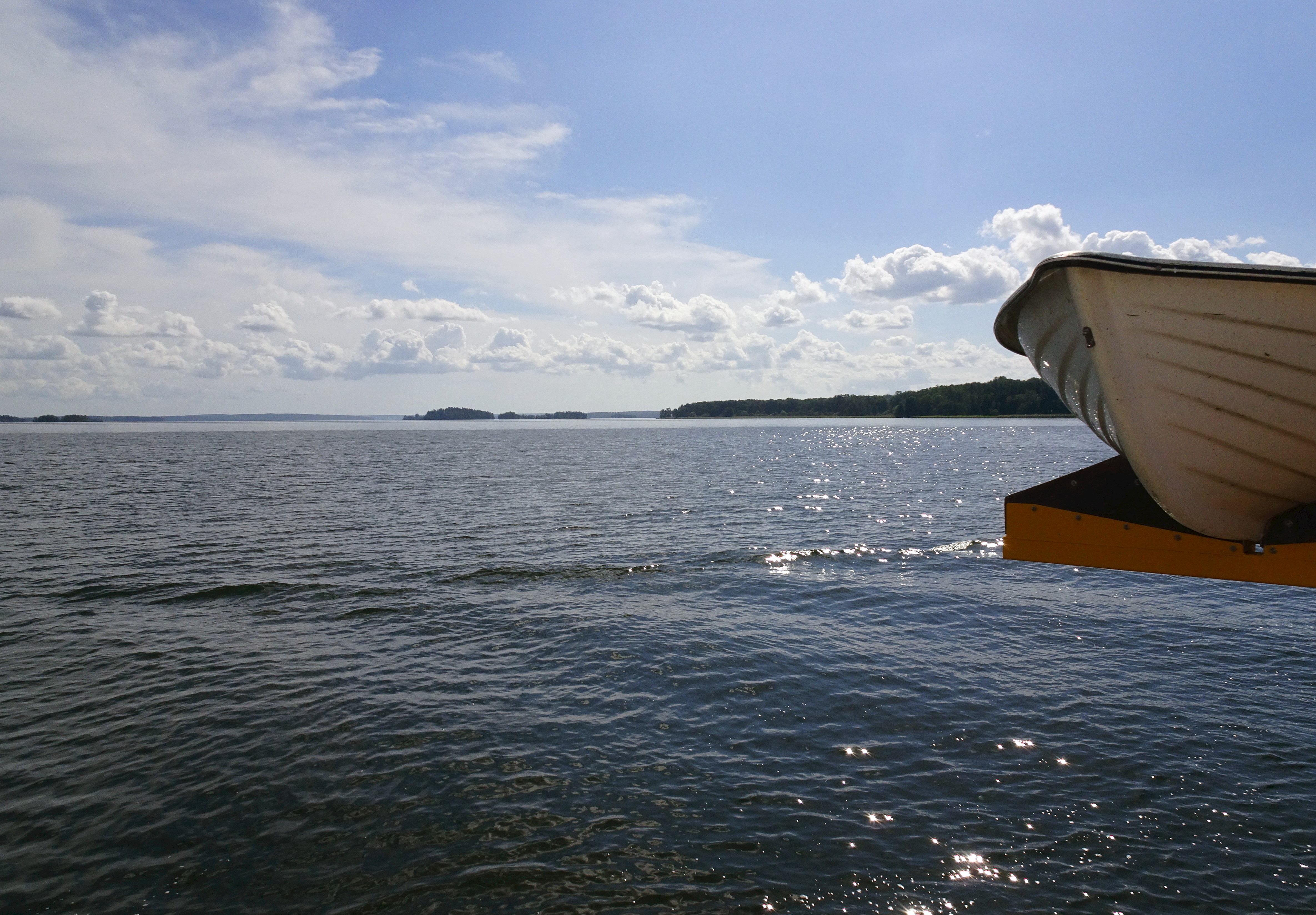
Svinsundet mot syd.

Svinsundet är ett sund i Mälaren, beläget mellan Adelsön och Munsön. Över sundet går Adelsöleden som trafikeras av en linfärja.

## Beskrivning
Svinsundet är vid sitt smalaste ställe cirka 430 meter brett och 16 meter djupt. Adelsöleden går dock något diagonalt över sundet mellan Sjöängen på Munsön till Lilla Stenby på Adelsön och är därför 1 000 meter lång. I norr ansluter Norra Björkfjärden och i söder vidtar Hovgårdsfjärden. På Munsösidan, i Väsby hage naturreservat som gränser till Svinsundet, finns en ”Roparhäll”. Därifrån kunde man förr i tiden ropa efter en båt som gick till Adelsön.

## Fornlämningar
I Svinsundets norra del ligger två kända vrak som är fornlämningar: en mindre skuta som saknar master och däck (RAÄ-nummer Munsö 95) och ett välbevarat fartyg som är 18,3 meter långt samt 3,2 meter brett och reser sig cirka en meter över sjöbottnen (RAÄ-nummer Adelsö 184). Det senare finns nära land mot Adelsösidan med sitt förliga parti mot en större sten, som ligger 1,5 meter under vattenytan, varför fartyget kan antas ha förlist efter grundstötning.